# Reprezentacja Węgier w rugby union mężczyzn
Reprezentacja Węgier w rugby mężczyzn – zespół rugby union, biorący udział w imieniu Węgier w meczach i sportowych imprezach międzynarodowych, powoływany przez selekcjonera, w którym mogą występować wyłącznie zawodnicy posiadający obywatelstwo węgierskie. Za jego funkcjonowanie odpowiedzialny jest Węgierski Związek Rugby. Drużyna występuje w Europejskiej 3 dywizji.

## Historia
Za pierwszy oficjalny mecz Węgrów uważane jest spotkanie przeciwko reprezentacji Niemieckiej Republiki Demokratycznej, które zostało rozegrane 1 lipca 1990 w Érd. Do tego czasu rozgrywano jedynie różnego rodzaju sparingi, chociaż wielu uważa grę z austriackimi amatorami z 1 maja 1983 za oficjalny mecz. Węgry zadebiutowały w eliminacjach do Pucharu Świata, w 1995.

## Udział wPucharze Świata
| 1987 | Nie brała udziału       | – |
| 1991 | Nie brała udziału       | – |
| 1995 | Nie zakwalifikowała się | – |
| 1999 | Nie zakwalifikowała się | – |
| 2003 | Nie zakwalifikowała się | – |
| 2007 | Nie zakwalifikowała się | – |
| 2011 | Nie zakwalifikowała się | – |
| 2015 | Nie zakwalifikowała się | – |
| 2019 | Nie zakwalifikowała się | – |
| 2023 |                         |   |